# Antonio Antognini
Antonio Antognini (Bellinzona, 22 juli 1893 – aldaar, 1 juni 1972) was een Zwitsers advocaat, notaris, bestuurder en politicus voor de Christendemocratische Volkspartij (CVP/PDC) uit het kanton Ticino.

## Biografie

### Afkomst en opleiding
Antonio Antognini was een zoon van Francesco Antognini. Hij was gehuwd met Luigina Maria Pagani, de dochter van een industrieel. Na zijn schooltijd in Cremona, Lugano en Saint-Maurice. Hij studeerde rechten aan de Universiteit van Zürich en behaalde daarna een doctoraat aan de Universiteit van Turijn. Vervolgens werd hij advocaat en notaris.

### Politicus

#### Lokale en kantonnale politiek
Antognini was ook politiek actief in de rangen van de conservatieven in Ticino. Zo was hij van 1944 tot 1952 onderburgemeester van Bellinzona. In 1921 zetelde hij in de kantonnale constituante. Van 1921 tot 1952 zetelde hij in de Grote Raad van Ticino, waarvan hij in 1935 voorzitter was. Hij was tevens voorzitter van de kantonnale afdeling van zijn partij tussen 1941 en 1945, van de raad van bestuur van de Kantonnale Bank van Ticino van 1945 tot 1963 en van de krant Popolo e Libertà. Hij had een grote invloed op de kantonnale politiek van Ticino.

#### Federale politiek
Van 2 december 1935 tot 1 maart 1943 zetelde Antognini in de Nationale Raad. Vervolgens maakte hij in 1943 de overstap naar de Kantonsraad, waar hij zetelde van 29 maart 1943 tot 1 december 1963 en waarvan hij voorzitter was van 5 december 1960 tot 4 december 1961.

## Trivia
- In het Zwitserse leger had hij de graad van kapitein. Tijdens de Tweede Wereldoorlog legde hij zich toe op de censuur en de opvang van vluchtelingen.